# Bernhard Ditlef von Staffeldt
Bernhard Ditlef von Staffeldt (23. oktober 1753 i Pommern – 11. januar 1818 i Larvik) var en dansk officer.

## Uddannelse
Staffeldt var søn af løjtnant Bernt von Staffeldt af adelig pommersk æt og Eleonore Cathrine f. von Platen, fødtes i svensk Pommern 23. oktober 1753. Han blev tidlig forældreløs, kom da til Danmark og blev opdraget hos en der bosat gift søster, blev 1767 page hos enkedronning Sophie Magdalene og ved hendes død 1770 hofjunker, 1771 sekondløjtnant i nordenfjeldske gevorbne Infanteriregiment, 1773 forflyttet til Livgarden til fods, 1774 kammerjunker, 1776 naturaliseret som dansk adelsmand, fik 1781 premierløjtnants karakter, 1782 virkelig premierløjtnant, fik samme år karakter af kaptajn og blev 1785 stabskaptajn, alt i Fodgarden. 1787 kom han atter til Norge, som chef for Kongsvingers lette Infanterikompagni, men gennemgik under generalkvartermester Ludvig Jacob Binzer i Holsten de lette troppers tjeneste, før han tiltrådte sin nye stilling. Da hans kompagni i 1788 indgik i det nyoprettede norske jægerkorps, blev Staffeldt ansat ved dette som major.

## Chef for Jægerkorpset
Fra 1789 stod Staffeldt i spidsen for korpset, først som dets kommandør til 1803 og siden som chef til 1814. Efter at han havde deltaget i felttoget i Bohuslen 1788, ofrede han sig i de følgende fredsår med stor nidkærhed og fortrinlig dygtighed for sit korpses såvel teoretiske som praktiske uddannelse. Under ophold i Holsten 1790 og 1792 satte han sig fuldstændig ind i datidens jægertjeneste. Han fik ved norske jægerkorps oprettet den første underofficersskole i Norge, der blev mønstret for de skoler, som senere oprettedes ved regimenterne. 1793 blev Staffeldt udnævnt til kammerherre, 1796 fik han oberstløjtnants karakter. Under krigstilstanden 1801 kommanderede Staffeldt den brigade, der var sammendraget for at dække Frederiksværn med omegn mod engelsk landgang. Siden forlagdes Jægerkorpset til Kongsvinger, og Staffeldt blev interimskommandant på denne fæstning samt fik kommandoen over ullensakerske lette infanteribataillon og søndenfjeldske skiløberbataillon. 1803 blev han oberst og virkelig chef for Jægerkorpset og de dette annekterede bataljoner.

## Krigen i Norge
Medens Staffeldt i 1807 opholdt sig ved troppesamlingen i Holsten, indtraf fredsbruddet med England. Han blev da sendt til Altona for at konfiskere al derværende engelsk ejendom og senere til Sjælland, hvor han indtraf kort efter landeværnets uheldige affære ved Køge. Det sjællandske opbud var efter denne træfning i ren opløsning, og Staffeldt fik i opdrag at reorganisere det og bibringe det en bedre orden og disciplin. Den påfølgende vinter kom han tilbage til Norge, hvor han overtog kommandoen over den ved Larvik samlede brigade. Da imidlertid krigen brød ud også med Sverige i foråret 1808, fik han kommandoen over venstre fløjbrigade, der med en styrke af o. 1200 mand fik at forsvare grænsetilgangene fra Elverum til hen imod Kongsvinger.
Den svenske vestarmés yderste højre flankedetachement under oberst Carl Pontus Gahn, der havde ordre til fra det nordlige Värmland at rykke frem til Glommen, stødte således på afdelinger af brigaden Staffeldt. Det rykkede 24. april over grænsen, men blev den følgende dag omringet og måtte efter en ganske hård kamp overgive sig i defileet ved Trangen. Efter dette kunne Staffeldt med den væsentligste del af sine tropper trækkes ned over mod Kongsvinger, hvor Staffeldt fik kommandoen, samtidig med at hans brigade blev forstærket til o. 3000 mand. Svenskerne havde før Staffeldts ankomst fået ganske god tid til at forskanse sine stillinger på østsiden af Glommen, men han lod dem dog i løbet af maj måned stadig alarmere. Vistnok førtes kampene med vekslende held, men svenskerne fandt sig dog i de første dage af juni bedst tjent med at søge mere ro inden for sine egne grænser, da de vare for svage til selv at vinde nogen betragtelig fordel over for den altid årvågne modstander. Staffeldt og hans brigade tiltrak sig da også almindelig opmærksomhed under denne krig og vandt ligesom norske Jægerkorps, af hvis uddannelse Staffeldt havde så store fortjenester, fortjent anerkendelse. Dette fik bl.a. sit udtryk deri, at Staffeldt 1808 blev udnævnt til generalmajor og 1809 til Kommandør af Dannebrog. Operationerne hendøde lidt efter lidt langs hele grænsen, og Staffeldt, der havde været så virksom, så længe svenskerne stod på norsk grund, viste ingen synderlig iver efter at opsøge dem inden deres egne grænser, enten nu dette skrev sig fra mistillid til de "nationale" troppers anvendelighed til operationer uden for eget land – han havde jo selv stadig tjenestegjort ved "gevorbne" afdelinger –, eller han anså videregående offensive operationer unyttige med de forhåndenværende styrke- og terrænforhold. Da freden med Sverige var sluttet 1809, fik Staffeldt kommandoen over de tropper, der var trukket sammen ved Larvik til dækning mod engelsk landgang; 1811 blev han vicekommandant i Frederiksstad, 1812 dekoreredes han med Dannebrogsordenens Storkors.
Efter at prins Christian Frederik i 1814 var valgt til Norges konge, blev Staffeldt udnævnt til generalløjtnant, og under det påfølgende felttog mod svenskerne kommanderede han en brigade på omkring 4000 mand, der skulde føre et aktivt forsvar øst for Glommen. Skulle denne opgave løses med held, måtte overkommandoen være fri for nervøsitet og brigadechefen have en høj grad af frihed og selvstændighed i sine dispositioner. Forholdene artede sig imidlertid anderledes. Brigadekvarteret blev overøst med ordrer, der dels var uklare, dels indbyrdes modstridende og dels, da de nåede frem, uigennemførlige. Dette måtte afstedkomme usikkerhed og forvirring, særlig da forsvaret i de første dage skulle optages af stærkt spredte, langt fremskudte kommandoer. Senere, da kræfterne samledes mere, større enhed og sikkerhed i ledelsen og større kraft i forsvaret således kunne have været opnået, beordrede overledelsen pludselig retræten over Glommen, hvorefter det samme spil med uklare dispositioner og modstridende ordrer fortsattes på vestsiden af denne elv.

## Retsligt efterspil og Staffeldts fald
Disse væsentlige mangler hos hærens øverste ledelse i forbindelse med de norske troppers underlegenhed i antal, uddannelse og krigserfaring forklare til fulde, at felttogets forløb ikke kunde tilfredsstille nationens forventninger. Skuffelsen skabte forbitrelse, der her – som vanligt under sådanne forhold – udsøgte sig Ofre blandt de militære førere. Blandt disse ofre var også Staffeldt, og han blev til sidst den, der ramtes hårdest, måske fordi hans tidligere fortjenester havde været så højt skattede, og man derfor havde ventet sig mest af ham. Vistnok fremkom der ikke mere ved de undersøgelser, der anstilledes af en ved den offentlige opinions pres nedsat Overkrigskommission, end at det blev stillet hver af de anklagede frit, enten de ville se dom i sin sag eller ej, og at Staffeldt, da han blandt andre forlangte dom i sagen, blev frikendt af en ny Overkrigskommission; men da denne frifindelsesdom af det offentlige blev indanket til prøvelse for Norges Højesteret, dømte denne ham 17. december 1816 til "at straffes på Livet".
Denne hårde dom blev allerede af mange af samtidens mænd erkendt som helt ud uretfærdig, og for efterslægten er det næsten uforståeligt, at sindene ikke var faldet mere til ro, og blikket ikke var mere uhildet hele 2 år efter, at begivenhederne havde passeret, end at en sådan dom var mulig, og det af landets øverste domstol. Karl 2. af Norge formildede dommen derhen, at Staffeldt på kongelig nåde blev indsat i arrest på Frederiksstens fæstning. Her sad han fra februar til maj 1817; men da hans helbred led derunder, fik han derefter tilladelse til at tage bolig på sin ejendom "Rolighed" ved Larvik, og her døde han 11. januar 1818.
Han havde 1797 ægtet Karen Birgitte Herfordt (f. 1777 d. 4. maj 1860), datter af købmand på Moss Peder Colbjørnsen Herfordt og Margrethe Elisabeth f. Gude.